# Žvegelj
Žvegelj je priimek več znanih Slovencev:
- Denis Žvegelj (*1972), veslač
- Gregor Žvegelj, veslač
- Isak Ivan Žvegelj (*2000), veslač